# Psychoneuroimunologie
Psychoneuroimunologie (PNI), také uváděná  jako psychoendoneuroimunologie (PENI) nebo psychoneuroendokrinoimunologie (PNEI), je studium interakce mezi psychickými procesy a nervovým a imunitním systémem lidského těla. PNI má interdisciplinární přístup, zahrnující psychologii, neurologii, imunologii, fyziologii, genetiku, farmakologii, molekulární biologii, psychiatrii, behaviorální medicínu, infekční onemocnění, endokrinologii a revmakologii.
Hlavní oblastí zájmu PNI jsou interakce mezi nervovým a imunitním systémem a vztahy mezi duševními procesy a zdravím. PNI studuje, mimo jiné, fyziologické fungování neuroimunitního systému ve zdraví a nemoci; poruchy neuroimunitního systému (autoimunitní onemocnění; přecitlivělosti na potraviny; imunodeficience); a fyzikální, chemické a fyziologické vlastnosti komponenty neuroimunitního systému in vitro, in situ a in vivo.

## Vznik
V roce 1975 Robert Ader a Nicholas Cohen na Rochesterská univerzitě zavedli PNI tím, že demonstrovali klasický Pavlovův reflex u imunitních funkcí a následně vytvořili termín "psychoneuroimunologie".  Ader zkoumal, jak dlouho mohou podmíněné reflexy (ve smyslu Pavlovova reflexu psů slintat, když slyší zvonění zvonku) trvat u laboratorních potkanů. Pro ovlivnění potkanů použil kombinaci sacharinové vody (podmíněný podnět) a léku Cytoxan, který bezpodmínečně vyvolává nevolnost a nechutenství a potlačuje imunitní funkce. Ader byl překvapen, když zjistil, že po vytvoření reflexu, pouhé krmení potkanů vodou, obohacenou o sacharin, stačilo k smrti některých zvířat a navrhl, že samotným vytvořením podmíněného reflexu byla potkanům potlačena imunita. Ader (psycholog) a Cohen (imunolog) přímo testovali tuto hypotézu záměrnou imunizací ovlivněných a neovlivněných zvířat; vystavovali různé kontrolní skupiny potkanů podmíněnému stimulaci chuti a následnému měření množství produkovaných protilátek. Vysoko reprodukovatelné výsledky ukázaly, že ovlivněné krysy, vystavené podmíněnému reflexu, skutečně potlačily svůj imunitní systém. Jinými slovy, signál nervového systému (chuť) ovlivňoval imunitní funkci. Jednalo se o jeden z prvních vědeckých experimentů, které ukázaly, že nervový systém může ovlivnit imunitní systém.
V sedmdesátých letech Hugo Besedovskij, Adriana del Rey a Ernst Sorkin ve Švýcarsku hlásili mnohostranné imunní neuroendokrinní interakce ukazující, že nejen mozkový systém může ovlivnit imunitní procesy, ale také imunitní odpověď sama o sobě může ovlivnit mozek a neuroendokrinní mechanismy. Zjistili, že imunitní reakce na neškodné antigeny vyvolávají zvýšení aktivity hypotalamických neuronů a hormonální a autonomní nervové odpovědi, které přímo souvidí s regulací imunity a jsou integrovány na úrovni mozku. Na těchto základech navrhli, aby imunitní systém byl přijat jako senzorický receptorový orgán, který kromě jeho periferních účinků může svůj stav komunikovat s mozkem a s ním spojenými neuroendokrinními strukturami. Tito výzkumníci také identifikovali produkty imunitních buněk, později charakterizované jako cytokiny, které tuto komunikaci mezi mozkem a imunitním systémem zprostředkovávají.
V roce 1981 objevil David L. Felten, který pracoval na Lékařské fakultě Indiana University, síť nervů vedoucích k cévám a buňkám imunitního systému. Výzkumný pracovník spolu se svým týmem také našli nervy v brzlíku a slezině, které končí u shluků lymfocytů, makrofágů a žírných buněk, které všechny pomáhají kontrolovat imunitní funkci. Tento objev poskytl jednu z prvních indikací, jak vzniká neuroimunitní interakce.
Ader, Cohen a Felten pokračovali v přípravě průkopnické knihy Psychoneuroimmunology v roce 1981, v níž předložili základní premisu, že mozek a imunitní systém představují jediný integrovaný systém obrany.
V roce 1985 ukázal výzkum neurofarmakoložky Candace Pertové z National Institutes of Health na Georgetown University, že se specifické neuropeptidové receptory vyskytují na buněčných stěnách jak mozku, tak imunitního systému.  Pertová objevila, že neuropeptidy a neurotransmitery působí přímo na imunitní systém, což ukazuje na jeho úzkou souvislost s emocemi. Objevila dále mechanismy, jež hluboce propojují emoce, limbický systém a imunitní systém. Poznání, že imunitní a endokrinní systém je ovlivňován nejen mozkem, ale také samotným centrálním nervovým systémem, zásadně rozvíjí pochopení podstaty emocí i nemocí.
Současný pokrok v psychiatrii, imunologii, neurologii a dalších integrovaných oborech medicíny podporují obrovský nárůst PNI. Pochopení mechanismů, které způsobují jak změnu imunitního systému na základě změny chování, tak také změnu chování na základě změny imunitního systému, pravděpodobně budou mít nedozírné klinické a terapeutické důsledky. Dokud nebude známo více o rozsahu těchto vzájemných vztahů v normálních a patofyziologických stavech, nebudou plně doceněny.